# إف. إم. كروفورد
إف. إم. كروفورد (بالإنجليزية: F. M. Crawford)‏ هو مدرب كرة سلة أمريكي، ولد في 8 يوليو 1883 في مقاطعة لي في الولايات المتحدة، وتوفي في 12 يونيو 1953.